# Catalanotoxotus nivosus
Catalanotoxotus nivosus là một loài bọ cánh cứng trong họ Cerambycidae.